# Unione Sportiva Sanremese Calcio 1904 2010-2011
Questa voce raccoglie le informazioni riguardanti l'Unione Sportiva Sanremese Calcio 1904 nelle competizioni ufficiali della stagione 2010-2011.

## Rosa
| N. |                           | Ruolo | Calciatore               |
| -- | ------------------------- | ----- | ------------------------ |
|    | Italia (bandiera)         | C     | Andrea Atragene          |
|    | Marocco (bandiera)        | A     | Nabil Benloukilia        |
|    | Italia (bandiera)         | A     | Alessio Bifini           |
|    | Italia (bandiera)         | D     | Davide Borin             |
|    | Italia (bandiera)         | D     | Alessandro Bosio         |
|    | Italia (bandiera)         | D     | Ferdinando Castaldo      |
|    | Italia (bandiera)         | P     | Matteo Caverzan          |
|    | Italia (bandiera)         | D     | Christian Chirieletti    |
|    | Italia (bandiera)         | C     | Giacomo Cotolessa        |
|    | Italia (bandiera)         | A     | Roberto Diaferio         |
|    | Italia (bandiera)         | D     | Modestino Feliciello     |
|    | Italia (bandiera)         | C     | Mattia Ferraro           |
|    | Italia (bandiera)         | C     | Luca Furlanetto          |
|    | Italia (bandiera)         | D     | Riccardo Gagliolo        |
|    | Italia (bandiera)         | C     | Alessio Gigli            |
|    | Italia (bandiera)         | C     | Alessandro Ginatta       |
|    | Francia (bandiera)        | C     | Mathieu Gomes            |
|    | Costa d'Avorio (bandiera) | A     | Jean Romaric Kevin Koffi |
|    | Italia (bandiera)         | P     | Andrea Leuzzi            |
|    | Italia (bandiera)         | D     | Daniele Mennella         |
|    | Italia (bandiera)         | D     | Claudio Miale            |

| N. |                      | Ruolo | Calciatore         |
| -- | -------------------- | ----- | ------------------ |
|    | Italia (bandiera)    | C     | Armando Miceli     |
|    | Francia (bandiera)   | D     | Isteeve Michaud    |
|    | Italia (bandiera)    | A     | Rodolfo Moronti    |
|    | Italia (bandiera)    | P     | Federico Orlandi   |
|    | Italia (bandiera)    | P     | Andrea Panico      |
|    | Italia (bandiera)    | C     | Valentino Papa     |
|    | Italia (bandiera)    | P     | Paolo Petrelli     |
|    | Italia (bandiera)    | P     | Paolo Petruzzelli  |
|    | Brasile (bandiera)   | A     | Renan Pippi        |
|    | Italia (bandiera)    | A     | Bruno Raguseo      |
|    | Italia (bandiera)    | C     | Diego Rossi        |
|    | Italia (bandiera)    | D     | Alessio Sabbione   |
|    | Italia (bandiera)    | C     | Stefano Salvi      |
|    | Italia (bandiera)    | A     | Jacopo Sbravati    |
|    | Italia (bandiera)    | A     | Hermes Scaburri    |
|    | Italia (bandiera)    | C     | Simone Siciliano   |
|    | Italia (bandiera)    | A     | Giuseppe Sifonetti |
|    | Argentina (bandiera) | A     | Roberto Sosa       |
|    | Italia (bandiera)    | C     | Luca Ubaldi        |
|    | Italia (bandiera)    | C     | Fabio Visone       |